# 前587年
| 千纪： | 前1千纪 |
| 世纪： | 前7世纪 \| 前6世纪 \| 前5世纪 |
| 年代： | 前610年代 \| 前600年代 \| 前590年代 \| 前580年代 \| 前570年代 \| 前560年代 \| 前550年代                                                                                   |
| 年份： | 前592年 \| 前591年 \| 前590年 \| 前589年 \| 前588年 \| 前587年 \| 前586年 \| 前585年 \| 前584年 \| 前583年 \| 前582年                                                     |
| 纪年： | 周定王二十年 魯成公四年 齐顷公十二年 晉景公十三年 秦桓公十七年 宋共公二年 楚共王四年 衛定公二年 陈成公十二年 蔡景侯五年 曹宣公八年 郑襄公十八年 燕宣公十五年 杞桓公五十年 |

## 大事記
- 耶路撒冷城被新巴比倫王國攻陷。
- 郤克去世後， 欒書繼承晉國正卿之位。

## 逝世
- 郤克，春秋时期晋国大夫。其父是中军将郤缺。
- 燕宣公，中國春秋時期的燕國君主。
- 鄭襄公，中國春秋時期的鄭國君主。
- 臧宣叔，中國春秋時期魯國政治人物